# Unmasked Tour
Unmasked Tour bylo turné americké rockové skupiny Kiss. Jednalo se o první turné na kterém nebyla skupina v původní sestavě. Bubeník Peter Criss již nebyl členem skupiny a na jeho místo byl přijat Eric Carr. Unmasked Tour bylo první turné které se konalo pouze v Evropě, Austrálii a na Novém Zélandu. Ve Spojených státech se konal pouze jediný koncert a to v divadle Palladium v New Yorku.
Toto turné je až do roku 1996 poslední na kterém s Kiss vystupuje Ace Frehley.

## Seznam písní
1. Detroit Rock City
2. Cold Gin
3. Strutter
4. Calling Dr. Love
5. Is That You?
6. Firehouse
7. Talk To Me
8. Shandi
9. 2, 000 Man
10. I Was Made for Lovin' You
11. New York Groove
12. Love Gun
13. God of Thunder
14. Rock and Roll All Nite
15. Shout It Out Loud
16. King of the Night Time World
17. Black Diamond

## Turné v datech
| Datum                 | Město                 | Stát                   | Místo konání               |
| Zahřívací koncert     | Zahřívací koncert     | Zahřívací koncert      | Zahřívací koncert          |
| --------------------- | --------------------- | ---------------------- | -------------------------- |
| 25. července 1980     | New York City         | Spojené státy americké | The Palladium              |
| Evropa                |                       |                        |                            |
| 29. srpna 1980        | Řím                   | Itálie                 | Castel Sant'Angelo         |
| 31. srpna 1980        | Janov                 | Itálie                 | Palasport di Genova        |
| 2. září 1980          | Milán                 | Itálie                 | Velodromo Vigorelli        |
| 5. září 1980          | Stafford              | Anglie                 | Bingley Hall               |
| 6. září 1980          | Queensferry           | Anglie                 | Deeside Leisure Centre     |
| 8. září 1980          | Londýn                | Anglie                 | Stadion Wembley            |
| 9. září 1980          | Londýn                | Anglie                 | Stadion Wembley            |
| 11. září 1980         | Norimberk             | Německo                | Messehalle                 |
| 12. září 1980         | Düsseldorf            | Německo                | Philips Halle              |
| 13. září 1980         | Frankfurt nad Mohanem | Německo                | Rebstock-Gelände           |
| 15. září 1980         | Dortmund              | Německo                | Westfalenhalle             |
| 17. září 1980         | Stuttgart             | Německo                | Messehalle                 |
| 18. září 1980         | Mnichov               | Německo                | Olympiahalle               |
| 20. září 1980         | Kassel                | Německo                | Eissporthalle              |
| 21. září 1980         | Brusel                | Belgie                 | Forest National            |
| 23. září 1980         | Avignon               | Francie                | Parc des Expositions       |
| 24. září 1980         | Lyon                  | Francie                | Palais Des Sports          |
| 27. září 1980         | Paříž                 | Francie                | Hippodrome de Pantin       |
| 28. září 1980         | Basilej               | Švýcarsko              | St. Jakobshalle            |
| 30. září 1980         | Kolín nad Rýnem       | Německo                | Köln Sporthalle            |
| 1. října 1980         | Brémy                 | Německo                | Stadthalle Bremen          |
| 2. října 1980         | Hannover              | Německo                | Niedersachsenhalle         |
| 4. října 1980         | Hamburk               | Německo                | Ernst-Merck-Halle          |
| 5. října 1980         | Leiden, Holandsko     | Nizozemí               | Groenoordhallen            |
| 6. října 1980         | Karlsruhe             | Německo                | Schwarzwaldhalle           |
| 9. října 1980         | Stockholm             | Švédsko                | Eriksdalshallen            |
| 10. října 1980        | Göteborg              | Švédsko                | Skandinávie                |
| 11. října 1980        | Kodaň                 | Dánsko                 | Brøndby Hall               |
| 13. října 1980        | Drammen               | Norsko                 | Drammenshallen             |
| Austrálie/Nový Zéland |                       |                        |                            |
| 8. listopadu 1980     | Perth                 | Austrálie              | Perth Entertainment Centre |
| 9. listopadu 1980     | Perth                 | Austrálie              | Perth Entertainment Centre |
| 10. listopadu 1980    | Perth                 | Austrálie              | Perth Entertainment Centre |
| 11. listopadu 1980    | Perth                 | Austrálie              | Perth Entertainment Centre |
| 15. listopadu 1980    | Melbourne             | Austrálie              | Waverley Park              |
| 18. listopadu 1980    | Adelaide              | Austrálie              | Adelaide Oval              |
| 21. listopadu 1980    | Sydney                | Austrálie              | Sydney Showground          |
| 22. listopadu 1980    | Sydney                | Austrálie              | Sydney Showground          |
| 25. listopadu 1980    | Brisbane              | Austrálie              | Lang Park                  |
| 30. listopadu 1980    | Wellington            | Nový Zéland            | Athletic Park              |
| 3. prosince 1980      | Auckland              | Nový Zéland            | Western Springs Stadium    |

## Sestava
- Paul Stanley - rytmická kytara, zpěv
- Gene Simmons - basová kytara, zpěv
- Ace Frehley - sólová kytara
- Eric Carr - bicí, zpěv